# Ali Sow
Ali Muhammad Nassir Sow (* 11. September 1998 in Ottawa) ist ein kanadischer Basketballspieler.

## Werdegang
Nach seiner Schülerzeit an der Merivale High School begann Sow in Waterloo (Provinz Ontario) ein Studium im Fach Kommunikation an der Wilfrid Laurier University. Er spielte von 2017 bis 2022 für die Basketballmannschaft der Hochschule. Sow zeichnete sich als Spieler mit Stärken im Angriff aus. In drei seiner vier Jahre als Basketballspieler an der Wilfrid Laurier University erzielte er einen Punktedurchschnitt von mindestens 24 Punkten. Seinen Spitzenwert erreichte er im Spieljahr 2018/19 (26,5 Punkte je Begegnung). 2019 wurde Sow als Sportler der Jahres seiner Hochschule ausgezeichnet.
Als Berufsbasketballspieler war er zunächst in seinem Heimatland beschäftigt, blieb in 15 Einsätzen für die Saskatchewan Rattlers in der Liga CEBL aber ein Ergänzungsspieler. Im Sommer 2022 wurde Sow vom deutschen Drittligisten RheinStars Köln verpflichtet. Bei den Rheinländern schloss er an die guten Angriffsleitungen seiner Zeit an der Wilfrid Laurier University an und erzielte im Laufe des Spieljahres 2023/24 im Durchschnitt 23,4 Punkte je Begegnung.
Sow wechselte 2023 zu den Kapfenberg Bulls in die erste Liga Österreichs. Im November 2023 erlitt er einen Außenmeniskusriss und spielte anschließend erst im Februar 2024 wieder. Sow kam in der Saison 2023/24 in 20 Ligaspielen für Kapfenberg auf einen Durchschnitt von 20,3 Punkten je Begegnung.
Im November 2024 wurde Sow vom kroatischen Erstligisten KK Zabok verpflichtet. Er kam in der Saison 2024/25 für Zabok auf einen Punktedurchschnitt von 9,2 je Begegnung. Borås Basket aus Schweden ließ im Juli 2025 die Verpflichtung des Kanadiers verlauten.